# مارینا سرتیس
مارینا سِرتیس (انگلیسی: Marina Sirtis؛ زادهٔ ۲۹ مارس ۱۹۵۵) بازیگر انگلیسی است. او بیشتر برای ایفای نقش دیانا تروی در مجموعۀ پیشتازان فضا: نسل بعدی و فیلم‌های بعدی این مجموعۀ شناخته شده‌است.

## زندگی‌نامه
سرتیس در هکنی، لندن متولد شد. او در هرینگی، شمال لندن بزرگ شد. در سال ۱۹۸۶، سرتیس برای فرصت‌های شغلی در عرصۀ بازیگری به ایالات متحده مهاجرت کرد. او بعدها تابعیت ایالات متحده را دریافت کرد.
سرتیس در سال ۱۹۹۲ با مایکل لمپر، بازیگر و گیتاریست آمریکایی ازدواج کرد. در ۷ دسامبر ۲۰۱۹، لمپر درگذشت. در سال ۲۰۲۱، سرتیس با اشاره به مرگ لمپر، افزایش تنش‌ها در آمریکا و تمایل به فرصت‌های شغلی در بریتانیا، به لندن بازگشت.

## فیلم‌شناسی

### فیلم
- بانوی شرور (۱۹۸۳)
- قرار ملاقات دو ناشناس (۱۹۸۴)
- آرزوی مرگ ۳ (۱۹۸۵)
- موزه مومیایی ۲: گم شدن در زمان (۱۹۹۲)
- پیشتازان فضا: نسل‌ها (۱۹۹۴)
- پیشتازان فضا: اولین برخورد  (۱۹۹۶)
- پیشتازان فضا: شورش (۱۹۹۸)
- پیشتازان فضا: نمسیس (۲۰۰۲)
- تصادف (۲۰۰۴)
- خیابان سبز ۲: روی پایت بایست (۲۰۰۹)
- کینه ۳ (۲۰۰۹)

### تلویزیون
- پیشتازان فضا: نسل بعدی (۱۹۸۷–۱۹۹۶)
- فمیلی گای (۲۰۰۹، ۲۰۰۵)
- شهر هالبی (۲۰۰۸)
- آناتومی گری (۲۰۱۱)
- وقت ماجراجویی (۲۰۱۳)
- ان‌سی‌آی‌اس (۲۰۱۶–۲۰۱۴)
- تایتان‌ها (۲۰۱۸)
- اورویل (۲۰۱۹)